# Luminara Unduli
Luminara Unduli a Csillagok háborúja univerzumának az egyik szereplője. Részt vett az első és a második geonosisi csatában.  Sok csatában harcolt a klónok háborúja alatt. A 66-os parancs után a nagy inkvizítor megölte. Undulit Mary Oyaya személyesíti meg a Klónok támadása című filmben. A klónok háborúja sorozatban szintén ő adja a hangját.

## Leírása
Luminara 1,76 méter magas. A haja ugyanúgy, mint a többi miriali fajhoz hasonlóan fekete haja van. A szeme színe kristálykék.

## Élete
Luminara Y. e. 24-ben született a Mirial bolygón. Amikor a jedik rájöttek, hogy tudja használni az Erőt, a Coruscanti Jedi Templomba vitték, hogy jedit csináljanak belőle. Kiváló padawan volt. Mielőtt a szeparatista krízis szétterjedt volna a galaxisban, a hagyománynak megfelelően a saját fajából választott egy tanítvány; Bariss Offeet. Amikor merényletet akartak Padmé Amidala ellen, részt vett egy találkozón a kancellár úrral Palpatine-nal. Élete során találkozott Caleb Dume-mal, aki nagy és sikeres jedi mesternek tartotta Unduli mestert.
Mikor nyilvánvalóvá vált, hogy sok naprendszer szakad el a Köztársaságtól, egy katonai hadsereget akartak felállítani. Obi-Wan a Geonosisra ment, egy Jango Fett nevű fejvadász után. Mikor ki akarták végeztetni őket, kétszáz jedi ment az Arénába. Ekkor érkezett meg a klón hadsereg. Részt vett az első geonosisi csatában, több jedi mellett. A klón háború alatt is sok csatában is részt vett. Amikor Nute Gunray helytartót vitték a Rodiáról a Coruscantra, Assajj Ventrees és a szeparatisták megtámadták a cirkálót. Megküzdött vele, viszont elmenekült Nute Ganrey helytartóval.
Részt vett a második geonosis-i csatában, amikor a szeparatisták egy új droid gyárat építettek a Geonosison. A droid gyárat sikeresen elpusztították, de Kisebb Poggle menekülni kezdett. Sikeresen el tudták kapni és a Coruscantra vitték kihallgatásra. Amikor tanítványa Bariss Offee átállt a sötét oldalra, teljesen le volt törve. A klón háború végén a Kashyyykra ment, hogy segítse a vukikat, Yoda mesterrel együtt. Amikor Palpatine kiadta a 66-os parancsot, minden jedivel végeztek galaxis szerte. Luminara Undulit is lelőtték, de túlélte. Viszont Palpatine parancsára letartoztatták és Stygeon Prime vitték, sikerült onnan is megmenekülnie, és később tanítványa is lett sok időt töltött a Galaktikus Birodalom korszakában, a Couroscant-on a legalsóbb részeken, tanítványa pár év elteltével elhagyta. Folyamatosan képezte magát. Nem sokkal később igazoltatás közben letartóztatták a Birodalmi katonák, nem kezdett velük harcolni mert látomása szerint Palpatine-nal párbaja lesz. Így is történt, nagyon jól hárította a Sith nagyurat, de Palpatine elmondta neki hogy tanítványa a bábja lett és át állt a sötét oldalra Luminara elszomorodott és úgy gondolta hogy feladja a harcot , hagyta hogy Palpatine megölje.
Y. e. 5-ben a Szellem legénysége ki akarta szabadítani a börtönből. Egy kis mentő csapat Kanan, Ezra, Sabine és Zeb mentek be a börtönbe. Kiderült, hogy valójában Luminara már rég halott és hogy mind végig csapda volt, hogy a megmaradt jediket meg tudják ölni.

## Megjelenése filmekben
Luminara Unduli a Star Wars: A klónok támadása című filmben jelenik meg, ahol Mary Oyaya alakítja a karaktert.

## További információ
Képek az interneten a szereplőről
Video Luminara Unduliról